# Маша (фильм, 2020)
«Маша» — российский художественный фильм режиссёра Анастасии Пальчиковой. Участник основного конкурса фестиваля «Кинотавр 2020», получивший приз за лучший дебют. Фильм вышел в российский прокат 1 апреля 2021 года.

## Сюжет
13-летняя Маша растёт между боксёрским рингом и улицей. Парни, которые убивают и грабят, её друзья. В 90-е их ненавидит весь город, но для Маши они лучшие люди в мире, которые любят и защищают её. Она поёт им джаз и мечтает стать певицей. Однажды Маша узнаёт, кто они на самом деле, что они сделали с её жизнью и семьёй. Повзрослев, она уезжает из маленького города в Москву, пытаясь оторваться от прошлого, но оно всё равно догонит её, и Маше придётся вернуться назад, туда, где прошло её детство.

## В ролях
- Полина Гухман — маленькая Маша
- Максим Суханов — Крёстный
- Аня Чиповская — взрослая Маша
- Александр Мизев — Андрей
- Ольга Гулевич — Надя
- Сергей Кузнецов — Гарь
- Александр Звездин — Сова
- Максим Сапрыкин — Серёжа
- Сергей Двойников — Трёшка
- Ольга Федотова — Таня
- Дмитрий Власкин — Валера
- Филипп Дьячков — Рыжий
- Ирис Лебедева — Лена
- Александр Усердин — Саша, отчим Маши
- Алексей Максименков — Вол
- Константин Тернов — Сталлоне
- Арсений Коротков — Коля, глухонемой
- Сергей Кузнецов — Гарь

## Премьера и приём
Премьера фильма «Маша» состоялась 15 сентября 2020 года на 31-м кинофестивале «Кинотавр», где картина получила приз за лучший дебют.

## Рецензии
- Пугачев П. Трагедия районного масштаба — «Маша» Анастасии Пальчиковой // Сеанс (2 апреля 2021 г.)
- Цыркун Н. Перчаточный режим: вечные 90-е в «Маше» Анастасии Пальчиковой // Искусство кино (1 апреля 2021 г.)